# Grandi Antichi
I Grandi Antichi (in inglese Great Old Ones) sono creature semidivine immaginarie create dalla penna dello scrittore H. P. Lovecraft. Lovecraft fu inventore di alcune di queste creature, mentre altre sono scaturite dall'immaginazione di autori suoi amici, influenzati o galvanizzati dal Solitario di Providence. Dopo la morte di Lovecraft i suoi esegeti hanno aggiunto altre figure a questo pantheon, e venne coniato il termine di Miti di Cthulhu per descrivere l'universo immaginario – a cui contribuiscono oramai schiere di autori più o meno famosi – in cui questo pantheon orrendo esiste. 
Nella finzione, i Grandi Antichi sono adorati da schiere di adepti umani e non-umani, affiliati a diversi culti. L'universo narrativo creato da Lovecraft e altri autori è poi stato utilizzato nei decenni successivi anche per ambientarvi diversi giochi di ruolo e videogiochi, e le creature che vi compaiono, tra cui i Grandi Antichi, sono spesso state citate in altre ambientazioni. Sono da non confondere con gli Dei Esterni, che rappresentano vere e proprie divinità.

## Natura dei Grandi Antichi
I Grandi Antichi sono creature extraterrestri dall'immenso potere, spesso di dimensioni colossali. Queste entità sembrano avere una forma fisica, ma essendo forme di vita provenienti da altre dimensioni spazio-temporali non sono composti dalla materia a noi conosciuta. I Grandi Antichi sono adorati da culti blasfemi i cui seguaci sono sia esseri umani, sia razze non-umane spesso citate nei Miti di Cthulhu. Nei racconti viene accennato che molte divinità della mitologia umana esistono, ma a loro confronto esse sono insignificanti.
Queste antiche creature sono attualmente imprigionate sul nostro pianeta (nelle profondità degli oceani, o sotto la crosta terrestre) oppure in distanti sistemi planetari; il motivo della loro cattività non è noto, anche se i vari autori che li hanno utilizzati in racconti, romanzi e giochi, hanno spesso avanzato due teorie al riguardo: 
1) vennero catturati dagli Dei Esterni per aver trasgredito le loro leggi, avendo abusato della magia nera; 
2) si esiliarono dal resto dell'universo di loro spontanea volontà.
In base alla prima teoria, i Grandi Antichi sono correlati con gli Dei Esterni. Avendo commesso qualche blasfemia sconosciuta, queste enormi entità aliene vennero imprigionate in vari punti dell'universo. I Grandi Antichi attendono con impazienza il giorno in cui verranno liberati, bramando vendetta nei confronti di chi li ha catturati.
In base alla seconda teoria, i Grandi Antichi stanno intenzionalmente riposando, come fossero animali in letargo, in attesa del ciclo cosmico adatto per risvegliarsi. Ciò significherebbe che queste creature, sotto la spinta di forze universali, periodicamente cadono in uno stato di morte apparente.

## Tabella dei Grandi Antichi

### Legenda
- Nome: nome comunemente usato per riferirsi al Grande Antico in questione.
- Epiteto: nomi alternativi usati per riferirsi al Grande Antico.
- Descrizione: breve descrizione dell'aspetto fisico del Grande Antico.

### Tabella
| Nome                                 | Epiteto, altri nomi                                                                                       | Descrizione |
| ------------------------------------ | --- | --- |
| Aphoom-Zhah                          | La Fredda Fiamma, Signore del Polo                                                                        | Appare come un'enorme fiamma grigia. |
| Arwassa                              | Colui che urla silenzioso sulla collina                                                                   | Appare come un'enorme massa fluttuante. |
| Atlach-Nacha                         | Il Dio Ragno, Oscuro Tessitore                                                                            | Appare come un gigantesco ragno con il volto dalle fattezze umane. |
| Baoht Z'uqqa-Mogg                    | Il portatore di pestilenze                                                                                | Appare come un enorme scorpione volante |
| Basatan                              | Il Signore dei Granchi                                                                                    | ? |
| Bokrug                               | La Grande Lucertola d'acqua, La Rovina di Sarnath                                                         | Appare come una lucertola gigante. |
| Bugg-Shash                           | L'Oscuro, Colui che viene dalle tenebre                                                                   | Appare come una massa melmosa piena di occhi e fauci. |
| Byatis                               | Il Rospo di Berkeley, Il Serpente barbuto                                                                 | Appare come un gigantesco granchio dotato di proboscide. |
| Chaugnar Faugn/Caug-Narfagn          | L'Orrore delle colline, Colui che nutre                                                                   | Appare come un umanoide con la testa di elefante. |
| Cthugha                              | La Fiamma Vivente, Colui che arde                                                                         | Appare come una sfera infuocata |
| Cthulhu/Kthulhut/Tulu                | Il Dormiente, Il Signore di R'lyeh, Il Grande Sacerdote                                                   | Appare come un gigantesco umanoide alato di colore verde in decomposizione, dotato di lunghe braccia con grandi artigli e con la testa di polpo.                                  |
| Cthylla                              | La Figlia segreta di Cthulhu                                                                              | Appare come un enorme polpo a sei occhi di colore scarlatto con otto tentacoli, quattro tentacoli retrattili e un paio di ali.                                                    |
| Cxaxukluth                           | - | Probabilmente simile ad Azathoth. |
| Cyäegha                              | L'Occhio distruttore, Colui che attende nell'oscurità                                                     | Appare come un gigantesco occhio circondato da tentacoli. |
| Cynothoglys                          | L'imbalsamatrice                                                                                          | Appare come un'entità senza forma con un unico arto. |
| Eihort                               | La Bestia pallida, Il Dio del labirinto                                                                   | Appare come un enorme, pallido e gelatinoso ovale con miriadi di occhi e arti. |
| Padre Dagon e Madre Hydra            | - | Entrambi appaiono come Abitatori del profondo di taglia enorme. |
| Ghadamon                             | Il Seme di Azathoth                                                                                       | Appare come una scura e informe massa protoplasmica. |
| Ghatanothoa                          | L'Usurpatore, Il Dio del Vulcano                                                                          | Appare come un amorfo insieme di appendici e grotteschi arti; è troppo orripilante per essere guardato, e chi osasse farlo verrebbe pietrificato all'istante.                     |
| Ghisguth                             | Il Suono degli abissi                                                                                     | Appare come una mostruosa balena di circa 20 metri con due tentacoli al posto della lingua.                                                                                       |
| Glaaki                               | L'abitante del lago, Il Signore degli incubi                                                              | Appare come una lumaca gigante ricoperta di aculei metallici. |
| Ghluun                               | Il Corruttore della carne, Signore del Tempio                                                             | Appare come una mostruosa lumaca di mare. |
| Gol-goroth                           | Il Dimenticato, Il Dio della Pietra Nera                                                                  | Appare come un gigantesco rospo nero luminescente. |
| Hastur                               | L'Innominabile, Colui che non deve essere nominato, Il Signore degli spazi interstellari, Il Re in Giallo | Appare come una creatura umanoide vestita con una tunica gialla, dal volto incappucciato e nascosto nell'ombra, con svariati tentacoli grigi che escono al di sotto della tunica. |
| Hziulquoigmnzhah/ Ziulquaz-Manzah    | - | Appare come una sfera con lunghe braccia, gambe corte e una testa attaccata in basso come un pendolo.                                                                             |
| Idh-yaa                              | - | ? |
| L'Idolo Cieco                        | L'abitatore degli abissi                                                                                  | Appare come un enorme rettile senza occhi. |
| Iod                                  | Il Cacciatore Scintillante                                                                                | Appare come una sinuosa e ardente creatura volante |
| Ithaqua                              | Colui che cammina col vento, Il Dio del freddo silenzio bianco                                            | Appare come un orribile gigante ghiacciato. |
| Juk-Shabb                            | Il Dio di Yekub                                                                                           | Appare come una grande bolla di energia. |
| Kag'Naru                             | Kag'Naru dell'Aria                                                                                        | Viene menzionato nella serie a fumetti americana "Challengers of the Unknown" (1977). Sorella di M'Nagalah, probabilmente anch'essa un'entità tumorale                            |
| Kassogtha                            | - | ? |
| Lloigor                              | vedi Zhar e Lloigor di seguito.                                                                           | |
| M'Nagalah                            | Il Grande Dio Cancro, Colui che tutto consuma                                                             | Appare come una gigantesca massa tumorale. |
| Mnomquah                             | Il Signore del Lago Nero                                                                                  | Appare come un'enorme lucertola senza occhi e con numerose antenne. |
| Mordiggian                           | Il Grande Ghoul, Il Signore di Zul-Bha-Sair                                                               | Appare come un orribile gigante senza occhi e arti, simile a un verme. |
| Nug e Yeb                            | I Gemelli blasfemi                                                                                        | Appaiono simili a Shub-Niggurath. |
| Nyogtha                              | La Cosa che non dovrebbe esistere, Il Cacciatore degli abissi rossi                                       | Appare come un'ombra nera |
| Oorn                                 | - | Appare come un enorme mollusco tentacolato. |
| Othuum                               | Colui che riposa nel verde                                                                                | Appare come un ciclope con quattro gambe. |
| Othuyeg                              | Colui che passeggia fra le rovine                                                                         | Appare simile a Cyäegha. |
| Quachil Uttaus                       | Colui che calpesta la polvere                                                                             | Appare come una mummia raggrinzita con lunghi artigli. |
| Q'yth-az                             | - | Appare come un'entità cristallina. |
| Rh'Thulla                            | Rh'Thulla del Vento                                                                                       | Viene menzionato nella serie a fumetti americana "Challengers of the Unknown" (1977). Fratello di M'Nagalah, probabilmente anch'esso un'entità tumorale                           |
| Rhan-Tegoth                          | Colui che siede sul trono d'avorio                                                                        | Appare come un alto umanoide dotato di grosse chele. |
| Rlim Shaikorth                       | Il Verme Bianco                                                                                           | Appare come un gigantesco verme con grandi fauci e occhi globulari che grondano sangue.                                                                                           |
| Saa'itii                             | Il Maiale                                                                                                 | Appare come un gigantesco maiale spettrale. |
| Sfatlicllp                           | - | ? |
| Shathak                              | Signora della melma degli abissi, Morte Rinata, Madre del Kraken                                          | Appare come un kraken di 20 metri con tentacoli lunghissimi. |
| Shudde M'ell                         | Colui che scava nel profondo, Il Grande Chthoniano                                                        | Appare come un colossale verme tentacolato. |
| Summanus                             | Il Monarca della notte, Il Terrore che cammina nell'oscurità                                              | Un grottesco umanoide senza bocca e dotato di tentacoli. |
| Tsathoggua/Zhothaqqua/Sadagowah      | Il Dormiente di N'kai, Il Dio-rospo                                                                       | Appare come un enorme rospo peloso. |
| Ut'ulls-Hr'her                       | - | ? |
| Vulthoom/Gsarthotegga                | Il Dormiente di Ravermos                                                                                  | Appare come un'enorme pianta. |
| Il Verme che rosicchia nell'oscurità | La Rovina di Shaggai                                                                                      | Appare come un enorme demone dalla forma di verme. |
| Y'golonac                            | Il Contaminatore                                                                                          | Appare come un umanoide incredibilmente obeso e senza cranio, con una bocca su ciascun palmo delle mani.                                                                          |
| Yhoundeh                             | La Dea Alce                                                                                               | ? |
| Yibb-Tstll                           | Colui che osserva nella radura                                                                            | Appare come un gigantesco umanoide con ali di pipistrello. |
| Yig                                  | Padre dei Serpenti                                                                                        | Appare come un umanoide squamoso dal vago aspetto di serpente. |
| Ythogtha                             | La Cosa nella miniera                                                                                     | Appare come un colossale ciclope simile agli abitatori del profondo. |
| Zathog                               | Colui che annebbia, Il Tentatore di chi cerca il male                                                     | Appare come un umanoide di colore viola-arancione dotato di proboscide, braccia muscolose e corna di antilope.                                                                    |
| Zhar e Lloigor                       | L'Oscenità gemella                                                                                        | Appaiono come colossali masse di tentacoli. |
| Zoth-Ommog                           | Colui che dimora nell'abisso                                                                              | Appare come una gigantesca entità con un corpo a forma di cono, una testa di rettile e braccia simili a stelle marine                                                             |
| Zstylzhemghi                         | Matriarca degli sciami                                                                                    | ? |
| Zushakon/Zul-Che-Quon/Zuchequon      | L'Oscuro silente, La Notte Antica                                                                         | Appare come un vortice nero. |
| Zvilpogghua/Ossadagowah              | Il Demone del cielo                                                                                       | Appare come un gigantesco rospo alato con tentacoli al posto del volto. |

## Padre Set
Negli scritti di Robert E. Howard, autore di Conan il Barbaro e amico di Lovecraft, è presente un malvagio dio-serpente chiamato "Padre Set", adorato dall'infame Thoth-Amon. Padre Set deve il suo nome a un omonimo personaggio della mitologia egizia, mentre deve il suo aspetto serpentesco al demone Apophis, anch'esso appartenente ai miti dell'antico Egitto. Nell'ottica che vede le storie di Lovecraft e quelle di Howard come appartenenti ad un unico universo, Padre Set è stato identificato con il Grande Antico Yig.

## Nella cultura di massa
- I Grandi Antichi hanno ispirato molti altri autori nella creazione di demoni ed entità malvagie, come per esempio gli Ogdru Jahad nel fumetto Hellboy. Quelli che appaiono negli albi di Mike Mignola sono rappresentati come un mostruoso Drago dell'Apocalisse, mentre nell'adattamento cinematografico diretto da Guillermo del Toro hanno un aspetto decisamente più Lovecraftiano di creature tentacolari vagamente decapodi.
- Nell'universo di Warcraft vi è la razza degli Dei Antichi, i cui membri hanno nomi e caratteristiche molto simili a quelle dei Grandi Antichi lovecraftiani.
- In un episodio del fumetto della DC Comics intitolato Justice League, si apprende che in epoche antiche il popolo di Thanagar adorava i "Grandi Antichi".
- Gli "Outsider" presenti nella raccolta di racconti di Jim Butcher intitolata The Dresden Files sono creature molto simili ai Grandi Antichi.
- The Power of Five è una serie di romanzi ad opera di Anthony Horowitz in cui compaiono divinità oscure conosciute come "Antichi".
- Nella serie televisiva Angel Fred, uno dei personaggi, viene posseduto da uno dei grandi antichi chiamato Illyria.
- Nel gioco di carte Yu-Gi-Oh! sono presenti anche Nyarlatothep ("Entità Esterna Nyarla", Mostro Xyz di Rango 4), Azathoth ("Entità Esterna Azathoth", Mostro Xyz di Rango 5), Cthugha ("Entità Antica Cthugha", Mostro Synchro di Livello 4) e Hastur ("Entità Antica Hastur", Mostro Synchro di Livello 4), oltre a Nodens e N'tse Kaambl, altre divinità antiche appartententi ai racconti del ciclo post-lovecraftiano.
- Il videogioco Eternal Darkness: Sanity's Requiem è molto ispirato agli scritti di Howard Phillips Lovecraft ed Edgar Allan Poe. Infatti, compaiono nel gioco i 3 nemici principali chiamati Antichi (Ulyaoth, Xel'lotath, Chattur'gha). Le 3 creature sono moltissimo ispirate ai Grandi Antichi. Appare nel gioco anche Mantorok una creatura immensa e tentacolare, ispirata fortemente a Cthulhu.
- La serie animata Super Robot Monkey Team Hyperforce Go! diventa sorprendentemente cupa quando vengono introdotti gli antagonisti maggiori, Gli Oscuri ("The Dark Ones"), entità mostruose trans-dimensionali che corrompono i mondi e tramutano gli innocenti nei loro servi allo scopo di annientare l'esistenza stessa. L'antagonista principale Skeleton King si rivela essere il loro araldo, e pianifica di liberarli per scatenare la loro apocalisse cosmica, ricoprendo essenzialmente il ruolo di Nyarlathotep.
- Il videogioco Bloodborne è anch'esso fortemente ispirato ai romanzi di Lovecraft, tanto che i nemici principali del gioco, chiamati Grandi Esseri (nome ispirato ai Grandi Antichi) possiedono delle caratteristiche riconducibili alle divinità mostruose create da Lovecraft.
- Nel film Quella casa nel bosco alcuni scienziati al soldo dei governi della Terra devono sacrificare ogni anno cinque persone al fine di prevenire il risveglio degli Antichi Dei malvagi che dormono sottoterra; è un chiaro riferimento ai Grandi Antichi e si dice che una volta svegli essi distruggeranno tutto ciò che c'è di umano nel mondo. Nel finale del film, quando il rituale fallisce una enorme mano spunta fuori dal terreno e la forma ricorda vagamente quella di Cthulhu. Questi Antichi Dei sono probabilmente una fusione tra lo stesso Cthulhu e il dio malvagio Azathoth.